# Lăptișor
Lăptișorul (Androsace villosa) este o plantă cu flori, din familia Primulaceae.

## Descriere

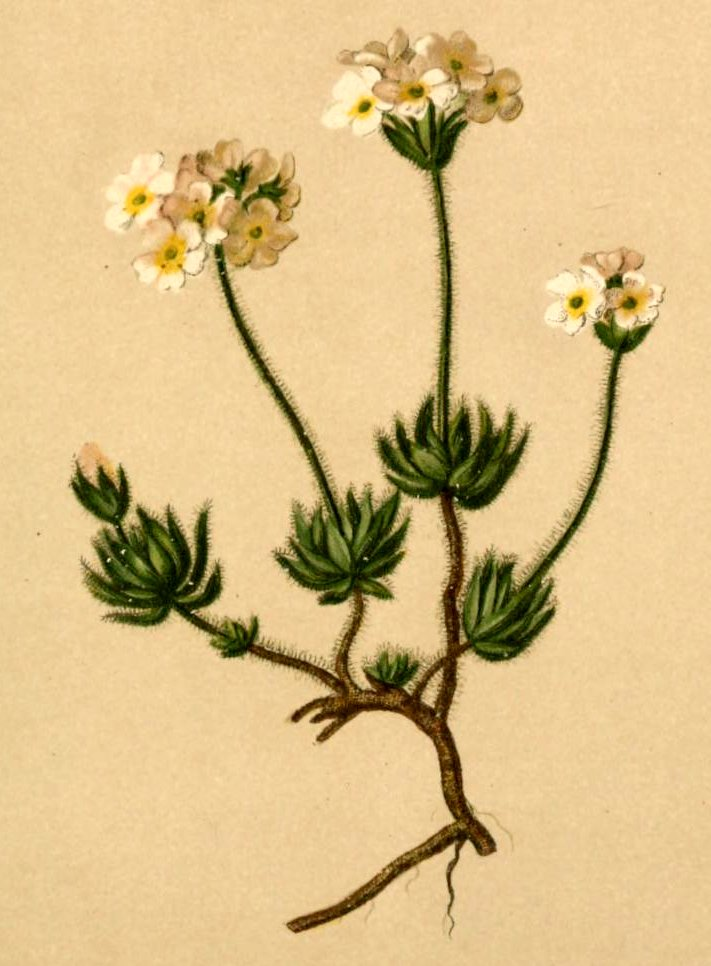
Morfologia

Lăptișorul este o plantă montană, scundă, păroasă, cu tulpini de 20–40 mm. Tulpina este fără frunze, foarte păroasă și poartă la vârf, la subsuoara unui guler de frunzișoare, un mănunchi strâns de floricele.
Florile au 6–10 mm diametru, sunt de culoare albă sau roz, cu un inel mic purpuriu sau galben în centru. Floarea are cinci petale unite la bază.
Frunzele sunt numeroase, înguste, scurte, îngrămădite pe sol în rozete rotunde, globuloasă, acoperite cu peri deși albi, mătăsoși, lucitori. Lăptișorul înflorește în lunile iulie-august

## Răspândire
În România, crește pe stâncile calcaroase și însorite din Carpații Orientali și Carpații Meridionali.